# Nieuwe Republiek
De Vryheid of Nieuwe Republiek was een van de kleinere Boerenrepublieken in het huidige Zuid-Afrika gesticht door de Boeren, voormalig Nederlandse kolonisten die het Britse gezag van de Kaapkolonie probeerden te ontlopen.

## Geschiedenis
Het Zoeloekoninkrijk verkeerde  na de vernietigende Zoeloe-oorlog in staat van burgeroorlog, met rebellenleider Usipebu in de hoofdrol. Troonopvolger Dinuzulu, slechts vijftien jaar, werd door zijn ooms in Zuid-Afrikaansche Republiek (Transvaal) ondergebracht. Hier schakelden ze de hulp in van de Boeren, die sinds Mpande op goede voet stonden met de Zoeloes. Met een groep Boerenhuurlingen onder leiding van generaal Louis Botha wist Dinuzulu Usibepu op 5 juni 1884 te verslaan. De huurlingen kregen als beloning 800 boerderijen waarmee Dinuzulu het noorden van Zoeloeland aan de Boeren weggaf. De Britten wilden echter niet dat de Boeren een aansluiting met de zee zouden hebben en voorkwamen dat de oostkust werd ingenomen.
De republiek werd op 16 augustus 1884 gesticht door Lucas Johannes Meyer met Vryheid als hoofdstad. Meyer werd aangesteld tot commandant-generaal en waarnemend president. Piet Joubert werd tot president verkozen maar bedankte voor de eer, waarop Meyer op 5 augustus 1885 zelf tot president beëdigd werd. In 1886 werd de onafhankelijkheid door het Verenigd Koninkrijk erkend, maar moest het protectoraat over Zoeloeland worden afgegeven. Op 20 juli 1888 werd het landje vanwege financiële problemen op eigen aanzoek bij de grotere Zuid-Afrikaansche Republiek gevoegd als het district Vryheid. Na de Tweede Boerenoorlog annexeerden de Britten het gebied in 1902 en voegden het bij hun kolonie Natal.